# 新世界ルルー
『新世界ルルー』（しんせかいルルー、英: The Road to Utopian Lurue）は手塚治虫の漫画作品。

## 概要
『漫画と讀物』（新生閣）昭和26年（1951年）新春号から昭和27年（1952年）2月号まで連載された。1952年6月、鶴書房より初めて単行本化された際に『きえた秘密境』と改題されたが、1980年、『手塚治虫漫画全集』に収録された際に『新世界ルルー』に復題された。
手塚治虫漫画全集版の手塚のあとがきによれば、本作はアレクサンドル・デュマの『モンテ・クリスト伯』とパラレルワールドを組み合わせて作られている。
本作には「時間をとめる」能力が登場する。この能力に着目した辻真先の企画・提案でNHKのテレビドラマ『ふしぎな少年』が製作、放映されることになった。
『さまぁ〜ずの神ギ問』2017年5月7日放送回では、無音の状態を「シーン」という描き文字で表した最初の作品として本作が紹介された。

## あらすじ
ドン・ナ・モンデスは科学研究所の所長だったが、所員のコンチック・ショオの罠によって、1000年後に開くことになっているタイムカプセルの中に閉じ込められ、生き埋めにされてしまう。コンチック・ショオは研究所をスッテン・ドシーン博士に売り、その財でドン・ナ・モンデスの恋人であったチッキーと結婚。それから20年が経ち、コンチック・ショオは公爵になり、息子のバーナードは漫画家として人気を博していた。
漫画家を志す少年ロックは、バーナードが連載している雑誌の編集部に作品を持ち込むがオノレ編集長には相手にされない。ロックはバーナードについて行って、パーティで出会ったプリン伯爵の姿にインスピレーションを受けて「ルルー」という主人公を思いつく。ルルーを主人公にした漫画『冒険児ルルー』はヒットし、連載も獲得したが、ロックに連載を止めるよう脅迫文が届くようになる。
実は、プリン伯爵はドン・ナ・モンデスであり、閉じ込められていたところをパラレルワールドとなる新世界ルルーの住人に助けられていたのだった。新世界ルルーの住人はこちらの世界にルルーが知られることを嫌がり、ロックを誘拐してルルーへと連れ去ってしまう。ロックはルルーでは普通に行われている念じて時間を止める能力を身に着ける。ロックはルルーと自分の世界はもっと交流すべきだと考えるようになるが、それはルルーでは危険思想であり、ルルーの哲人コッポポッコによってロックは元の世界へと追放される。
一方、プリン伯爵はコンチック・ショオへの復讐を始め、事実を知ったチッキーとバーナードは公爵邸を出て行く。コンチック・ショオはプリン伯爵の元へ出向き、プリン伯爵がドン・ナ・モンデスその人であることを知ると、決闘を行った。瀕死になったプリン伯爵は自分がルルーの記憶を消されていたことを思い出すと、その間際にスッテン・ドシーン博士にルルーの事を伝えた。
時間を止める能力の事を知ったゴンドラ卿は、その能力で世界征服を目論み、スッテン・ドシーン博士を誘拐してルルーへと渡る。ロックはスッテン・ドシーン博士の助手のケン一と共に博士の救出を行い、こちらの世界にやって来ていたコッポポッコに諭され、こちらの世界とルルーとの通路となっていた穴を塞ぐのだった。

## 主な登場人物
ロック
漫画家を志す少年として登場。
コンチック・ショオ公爵
肥満体にしかめ面の古参悪役スターブク・ブックが演じている。
バーナード・ショオ
売れっ子漫画家。コンチック・ショオの息子。
チッキー・ショオ
コンチック・ショオの妻。バーナードの母親。
ドン・ナ・モンデス
科学研究所の元所長。
スッテン・ドシーン博士
科学研究所の現在の所長。
プリン伯爵
オノレ
ポコン出版社の編集長。
ノールス・ヌケトールが演じており、本作でも常に尖らせた口にタバコをくわえている。
チックとタック
漫画雑誌の編集者。
コッポポッコ
ルルーの哲人。
ゴンドラ卿
国際秘密諜報団の首領。各国の秘密探偵の仕事を引き受けている。
ラータ
ルルー人。コッポポッコの秘書。
ケン一
スッテン・ドシーン博士の助手。

## 単行本
- きえた秘密境（1952年、鶴書房）
- 新世界ルルー（1980年、手塚治虫漫画全集（講談社）、ISBN 978-4061086425）
- きえた秘密境（1980年、名著刊行会〈手塚治虫初期漫画館 19〉） - 初版単行本の復刻
- 新世界ルルー（1995年、角川文庫（角川書店）、ISBN 978-4041851210）
- きえた秘密境（2000年、ふゅーじょんぷろだくと〈虫の標本箱 3〉） - 初版単行本の復刻
- 新世界ルルー（2011年、手塚治虫文庫全集（講談社）、ISBN 978-4063738544）